# Sekou Conneh
Sekou Damate Conneh, Jr. (nascido em 1960 em Gbarnga, condado de Bong) é um político liberiano e ex-líder rebelde que liderou o grupo Liberianos Unidos pela Reconciliação e Democracia (LURD) durante a Segunda Guerra Civil Liberiana (1999-2003).

## Biografia
Nascido em 1960 na cidade de Gbarnga, Libéria (condado de Bong), em uma família de etnia  mandinga muçulmana.
Tornou-se ativo na política pela primeira vez em 1980, quando se juntou ao Partido Popular Progressista (PPP), de oposição.
Conneh era membro da Aliança Progressista da Libéria (PAL), a organização-mãe do PPP. Atuou como o principal coordenador do partido no distrito de Kokoyah, no condado de Bong, antes de fugir para o Uganda, quando a administração do presidente William Tolbert proibiu o PPP e prendeu alguns dos seus líderes.
Em 1985, depois que o governo Tolbert foi deposto por Samuel Doe, Conneh retornou à Libéria em uma tentativa de disputar as próximas eleições legislativas na chapa do Partido Popular Unido (UPP). O partido foi posteriormente banido pelo governo cada vez mais autocrático de Doe, alegadamente por possuir uma “ideologia estrangeira”. Em 1986, Conneh encontrou emprego no Ministério das Finanças, trabalhando como agente fiscal no condado de Rivercess. Em 1988, foi transferido para o condado de Montserrado, onde permaneceu até o colapso do regime do presidente Samuel Doe em 1990, após uma década de governo.
Durante o período de guerra civil no país, Conneh mudou-se para a Guiné. Lá ele fundou e atuou como diretor administrativo da Damate Corporation, uma entidade empresarial de exportação e importação com sede em Conacri. A principal atividade da corporação envolvia a comercialização de automóveis usados importados da Europa.
Após o fim da guerra civil e a realização de eleições, Conneh regressou à Libéria para retomar o seu antigo emprego como agente fiscal do Ministério das Finanças. Pouco depois, pediu demissão e voltou a comercializar automóveis em Conacri. Desta vez, Conneh começou a exportar para a Libéria carros usados comprados na Guiné. Os agentes de inteligência liberianos acusaram-no de contrabando e ele foi preso e transferido para uma cela de prisão em Monróvia. A sua esposa, Aisha, apelou ao presidente guineense Lansana Conté para intervir e pedir a libertação de Conneh. Obtida a libertação, Conneh regressou à Guiné.
Em Abril de 1999, vários opositores veteranos do Presidente Charles Taylor formaram um movimento rebelde conhecido como Liberianos Unidos pela Reconciliação e Democracia (LURD). O LURD foi, em certa medida, um sucessor do Movimento Unido de Libertação da Libéria para a Democracia (ULIMO). Baseado num acordo de partilha de poder entre os krahn e os mandingos unidos em torno de um único propósito: Taylor deve sair. Conneh foi nomeado presidente do LURD devido aos contatos de alto nível da sua esposa com o governo guineense. A guerra civil recomeçou na Libéria em 1999, após confrontos entre os rebeldes do LURD e as forças governamentais.
Após a saída de Charles Taylor sob pressão internacional e a criação de um governo de transição de base ampla, que representava múltiplos grupos étnicos e partidos políticos, o LURD e outros grupos rebeldes finalmente dissolveram-se.
Os apoiadores de Conneh fundaram o Partido Democrático Progressista (PRODEM) em preparação para as próximas eleições, marcadas para 11 de outubro de 2005. Conneh foi nomeado candidato presidencial do partido, mas recebeu apenas 0,56% dos votos na eleição que levou Ellen Johnson Sirleaf ao poder como presidente.
Testemunhando perante a Comissão da Verdade e Reconciliação em 2008, Conneh disse que, durante a guerra, a Serra Leoa e a Guiné permitiram aos rebeldes do LURD a passagem livre "através das suas fronteiras com as nossas armas, sem quaisquer perguntas da parte deles".